# Nomia parvula
Nomia parvula är en biart som beskrevs av Heinrich Friese 1909. Nomia parvula ingår i släktet Nomia och familjen vägbin. Inga underarter finns listade i Catalogue of Life.